# Tucker '48
Pour les articles homonymes, voir Tucker et 48 (nombre).
La Tucker ‘48 est une voiture concept-car créée par le constructeur automobile américain Tucker Car Corporation. Baptisée « La voiture du futur des années 1940 », elle est produite à 51 exemplaires entre 1947 et 1949 (52 si on compte la version cabriolet prototype).

## Histoire

### Conception

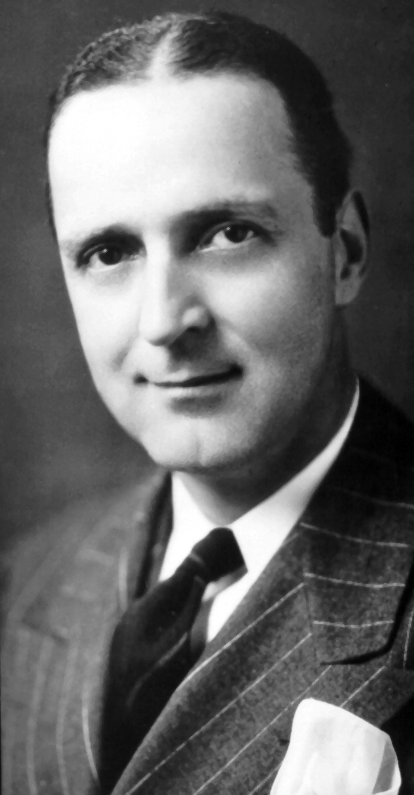
Preston Tucker.

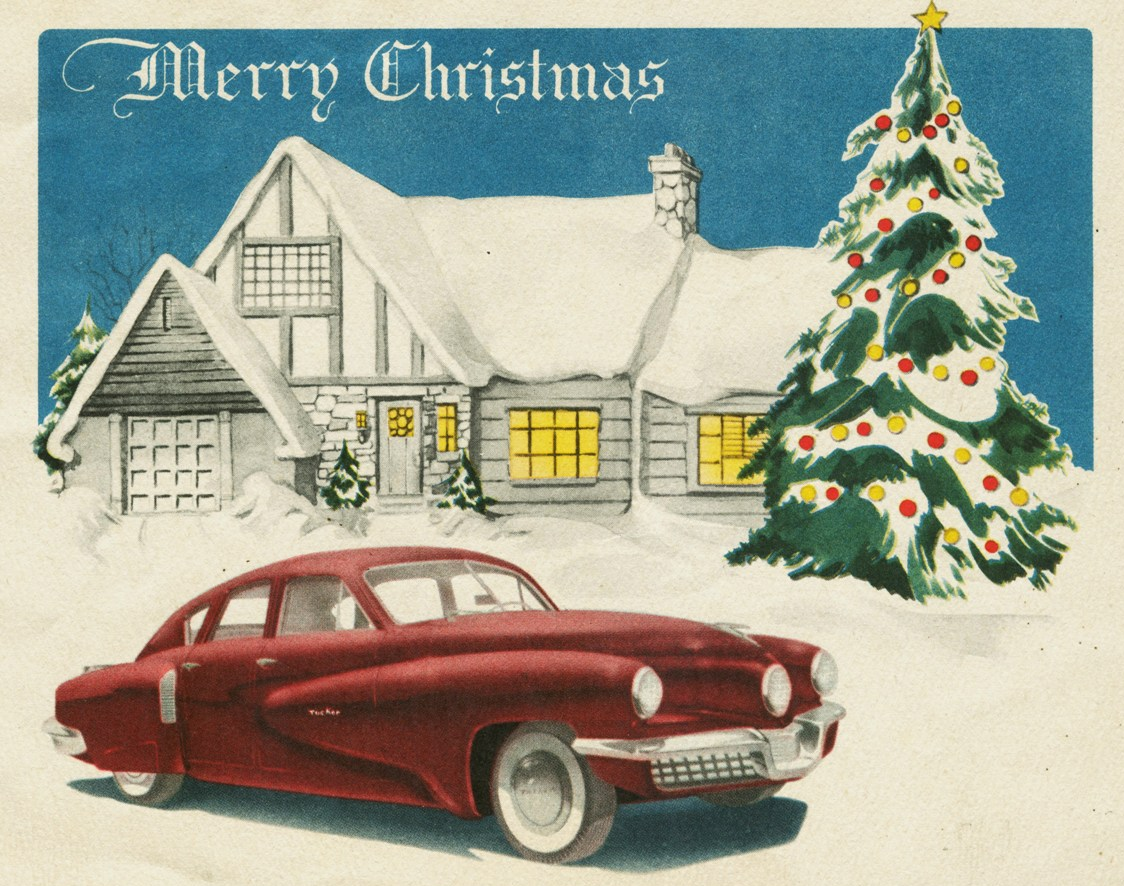
Publicité de la Tucker '48 en 1947.

Né en 1903 dans la région de Détroit (Michigan), le berceau de l’industrie automobile américaine, Preston Tucker (1903-1956) commence sa carrière comme ouvrier et commercial entre autres pour Cadillac, Ford, Studebaker, Chrysler, Pierce-Arrow, et Dodge...
En 1939, il revient avec sa famille dans son Michigan natal où il s'installe dans sa maison d’Ypsilanti, en vue de fonder son entreprise, rénovant la grange de sa maison pour y établir son atelier-bureau d'études de conception. Il fabrique un prototype de voitures de course à moteur Ford, une voiture de combat blindée Tucker Tiger (à moteur V12 Packard, pour la Seconde Guerre mondiale), une tourelle militaire de mitrailleuse, un avion...
En 1944, Preston Tucker fonde son entreprise automobile, la Tucker Car Corporation avec une importante campagne de financement, en partie à base de contrats de prévente de sa future production. Son projet est appuyé par une large campagne médiatique ayant pour thème les caractéristiques futuristes et les solutions de prévention et sécurité routières, révolutionnaires pour l'époque, de son projet Tucker '48 (alors baptisée « La voiture de demain »). Après près de deux longues années de développement complexe, ruineux et de nombreux retards de conception, il parvient à fabriquer une première série de 50 exemplaires de Tucker '48 dans une ancienne usine de moteurs d'avions de guerre Dodge à Chicago. Le dévoilement du premier prototype a lieu en première mondiale le 19 juin 1947 à l'usine de Chicago, devant plus de 3 000 invités et la presse mondiale.

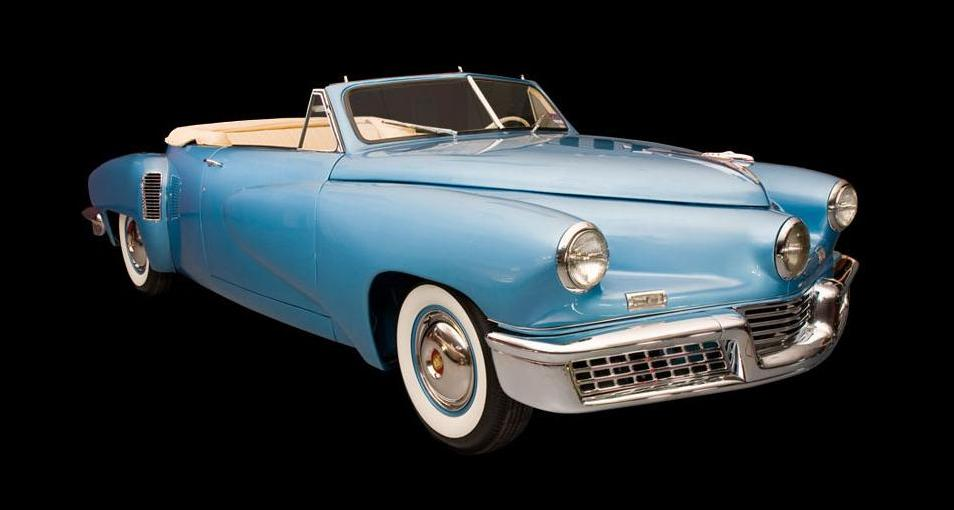
Tucker '48 cabriolet.
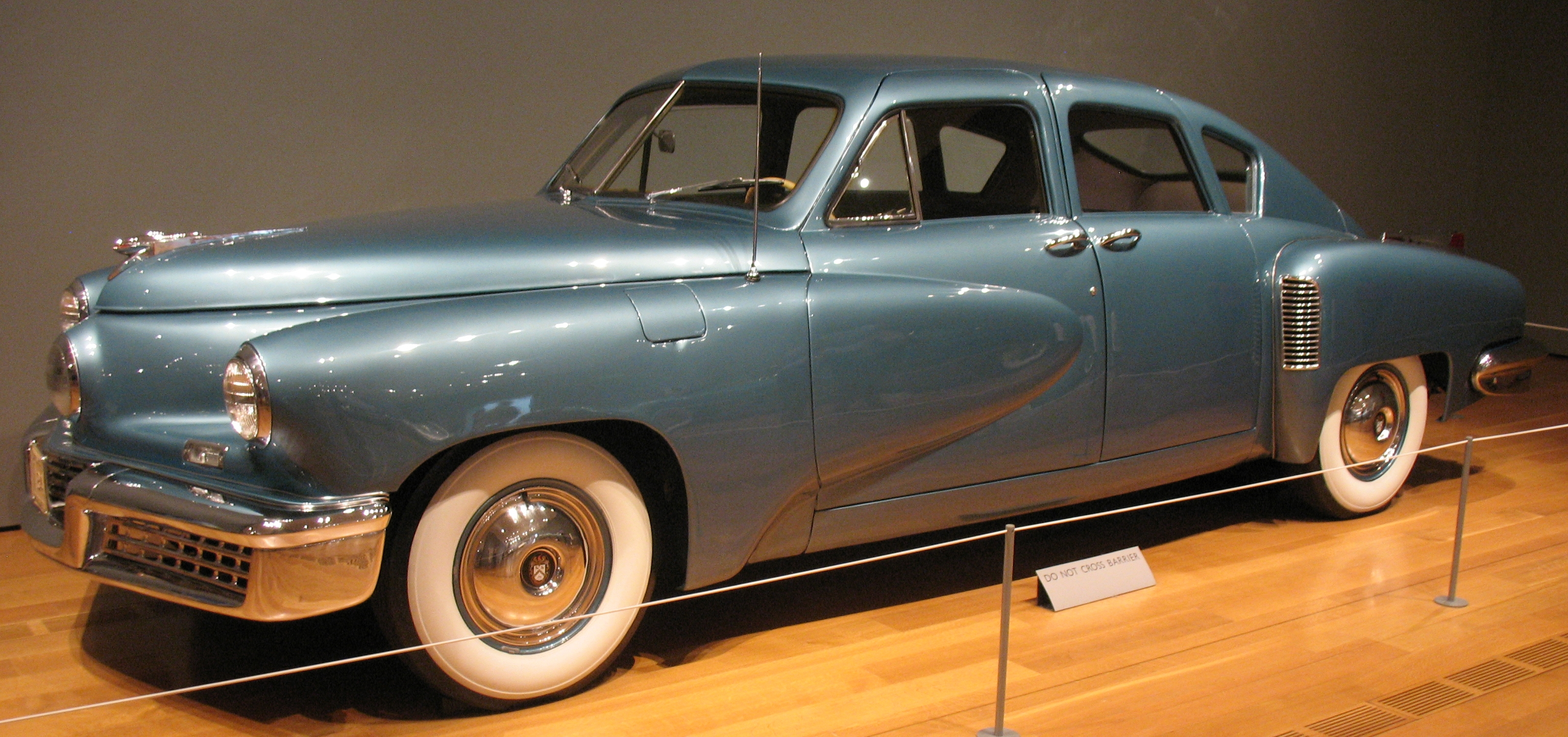
Tucker Torpedo.
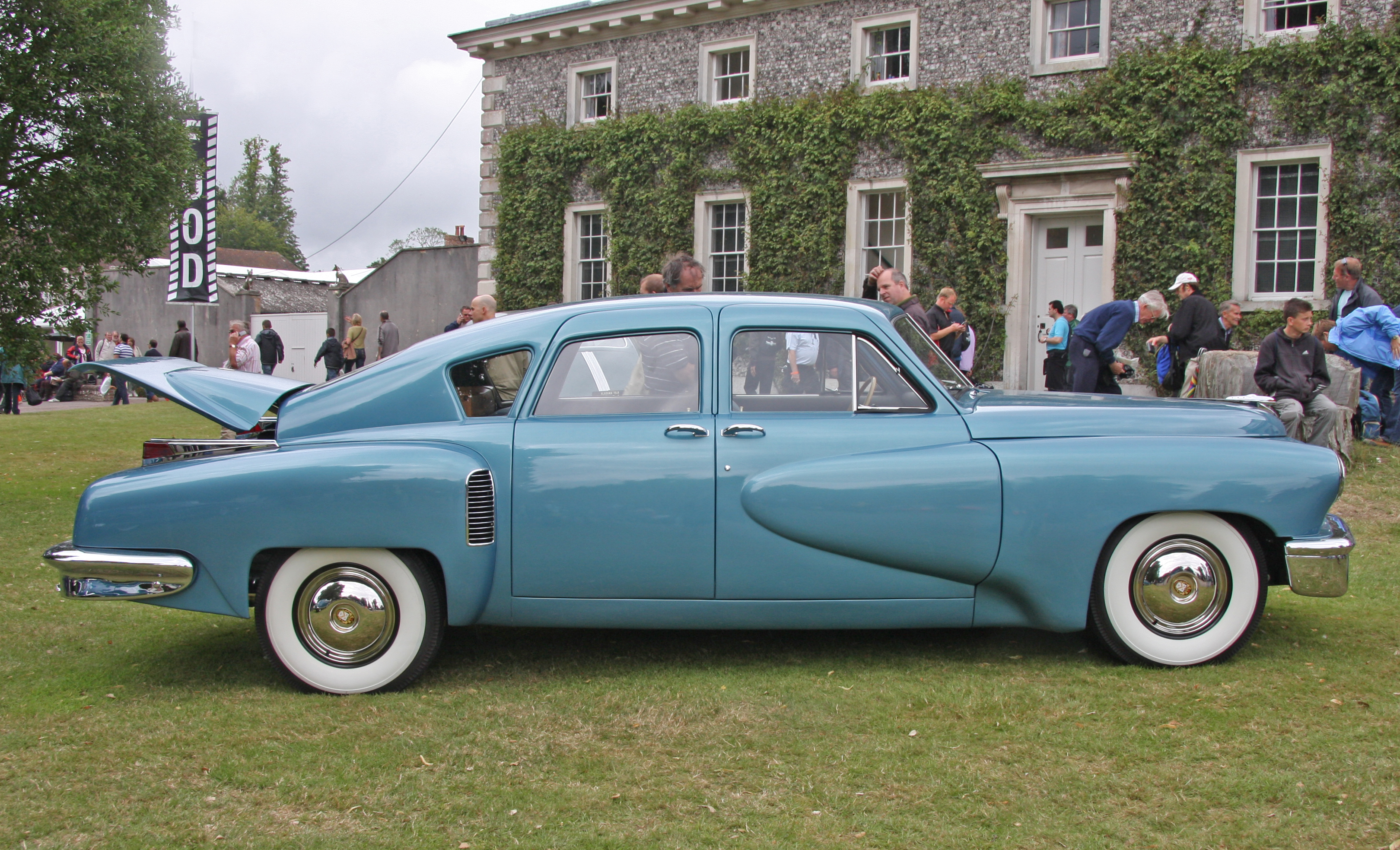
Tucker Torpedo.

En 1949, la commission de surveillance de la Bourse (Securities and Exchange Commission) intente à Preston Tucker un procès, médiatiquement retentissant, pour publicité mensongère, tentative de fraude et escroquerie publique de ses partenaires et clients. Tucker accuse pour sa part les trois plus importants constructeurs automobiles américains (General Motors, Ford et Chrysler, alias le Big Three) de tentatives de sabotage concurrentiel de son projet. Il est finalement innocenté et acquitté de toutes ces accusations en janvier 1950 mais, criblée de lourdes dettes et d'une image médiatique très dégradée, sa société de 1 600 salariés est mise en faillite définitive (son coupé « Talisman » suivant reste à l'état de dessin).
Très affecté par son échec, il meurt d'un cancer le lendemain de Noël 1956, à l'âge de 53 ans.

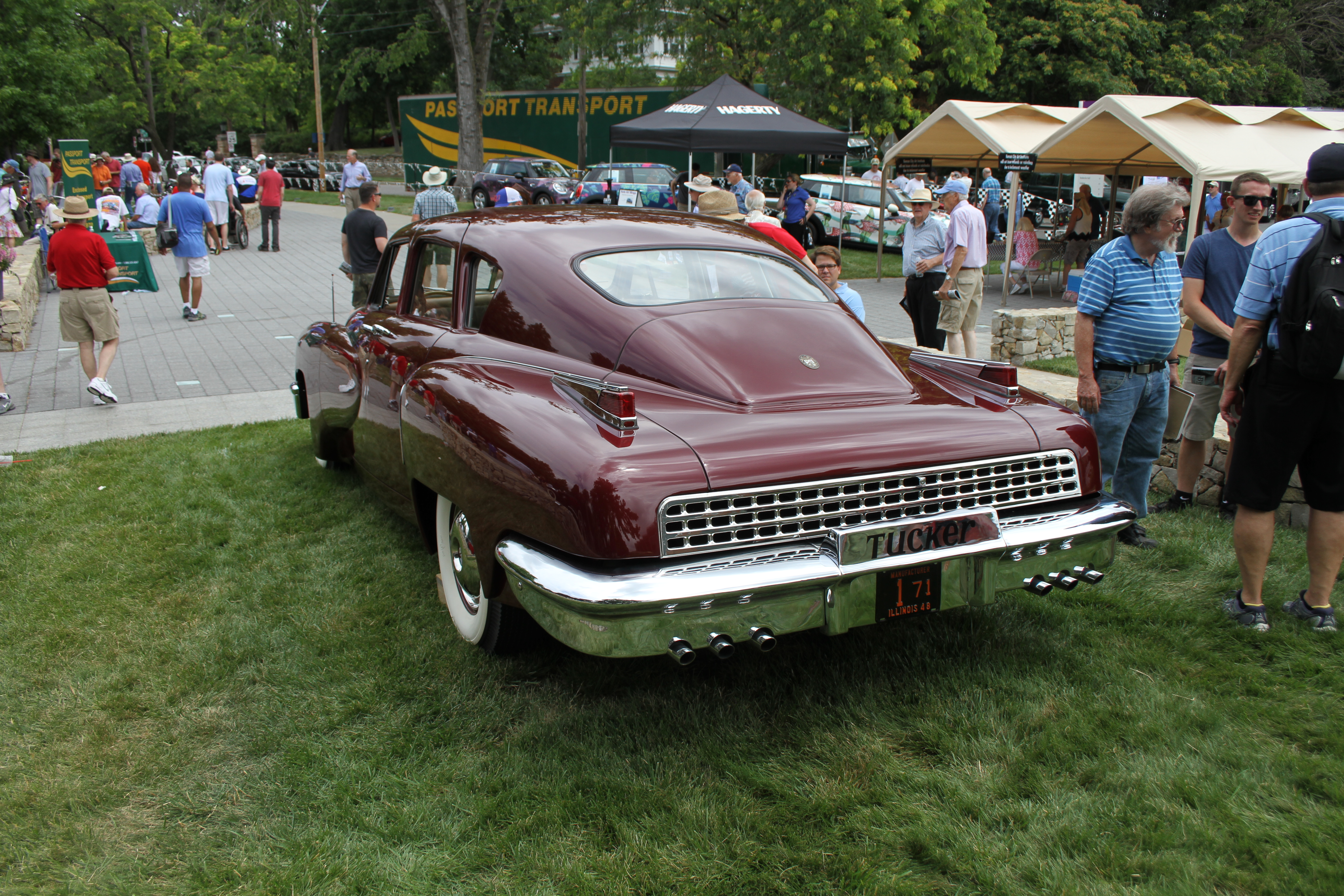
Tucker Torpedo.
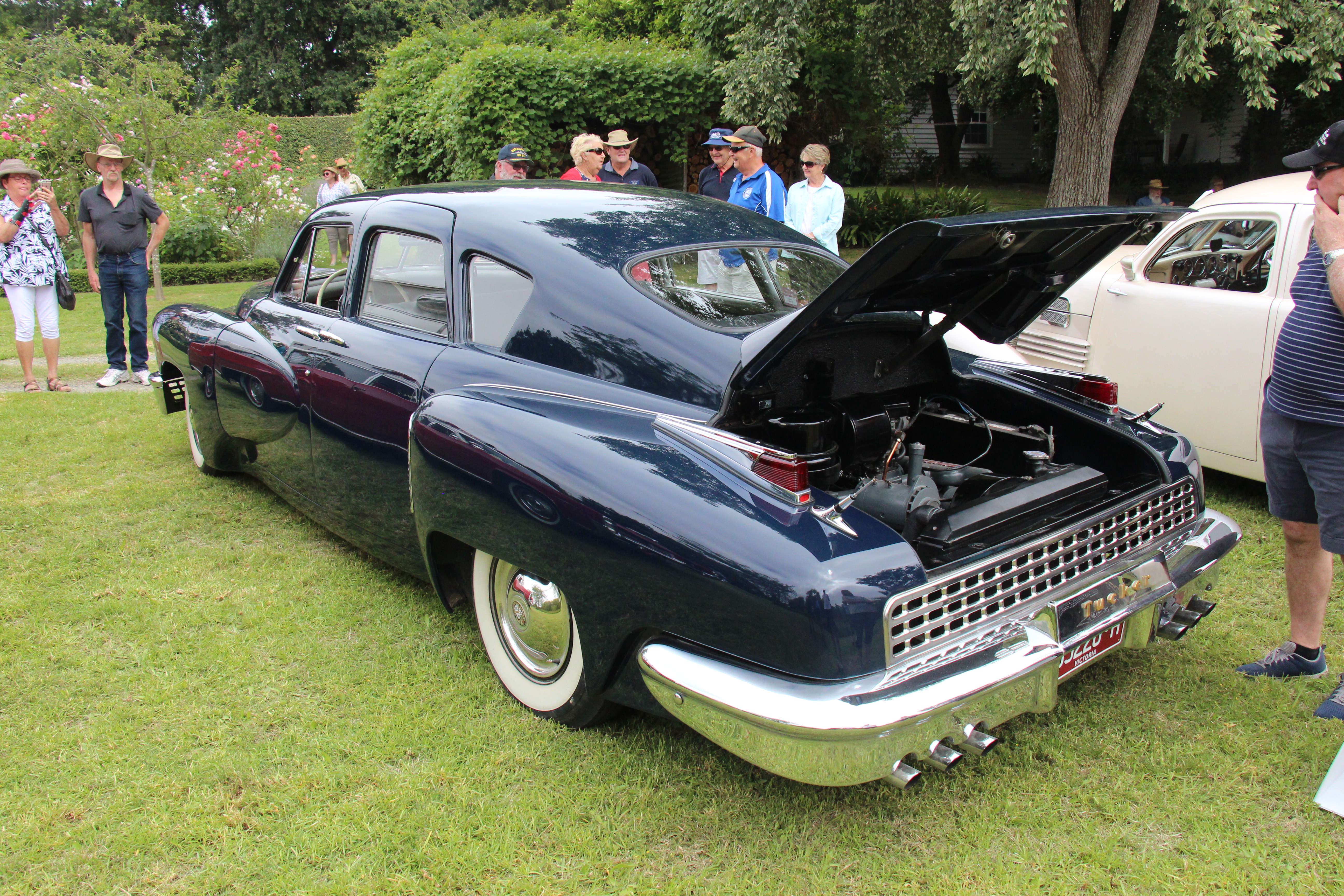
Tucker '48 Sedan.
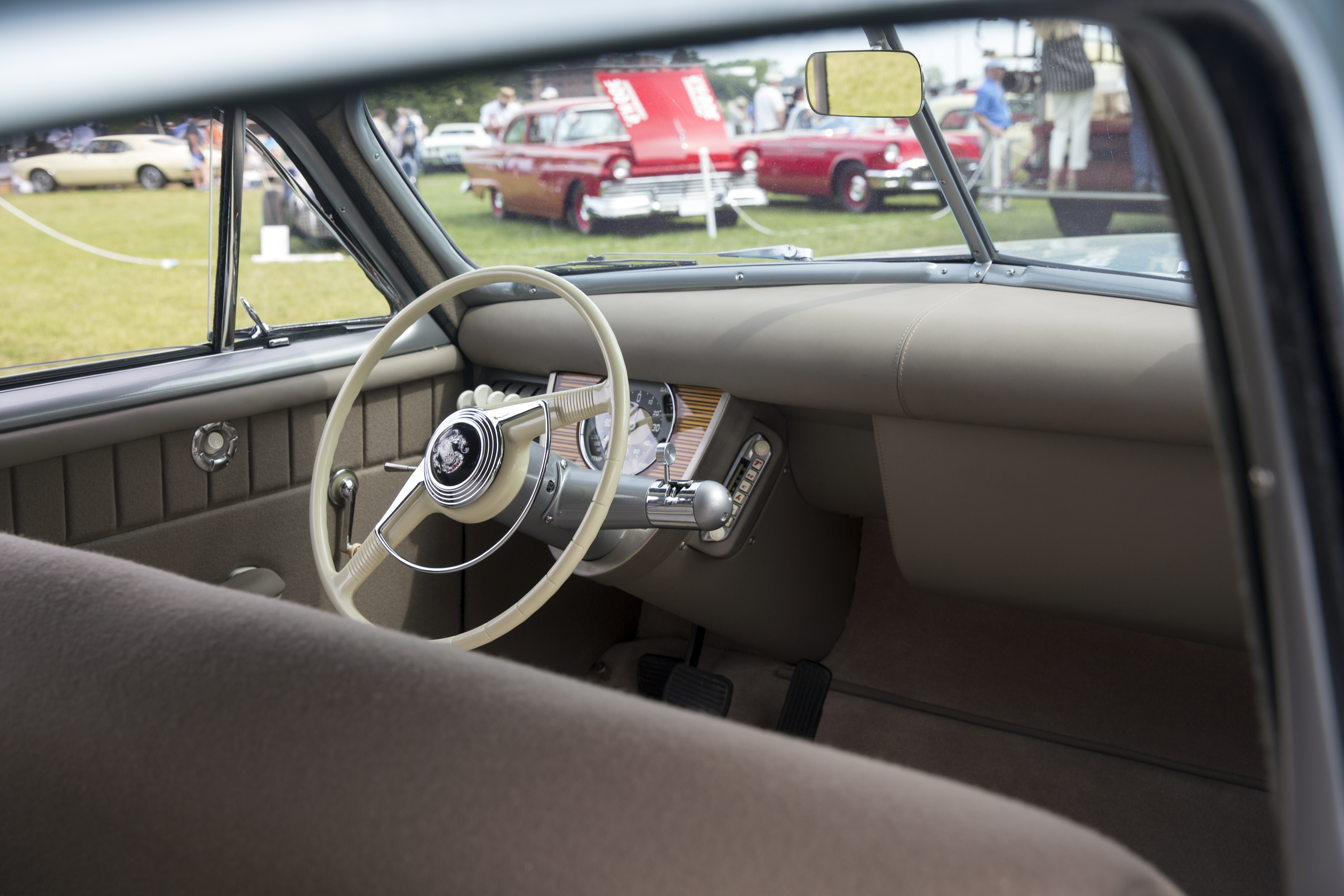
Intérieur d'une réplique de Tucker Torpedo.

47 exemplaires d'origine (et quelques répliques) de la Tucker '48 subsistent encore à ce jour, et constituent des voitures de collection très convoitées par les amateurs de la marque. Un dernier exemplaire (châssis no 52) a été terminé ultérieurement avec des pièces détachées disponibles (estimé à environ 1 million de dollars).

### Carrosserie

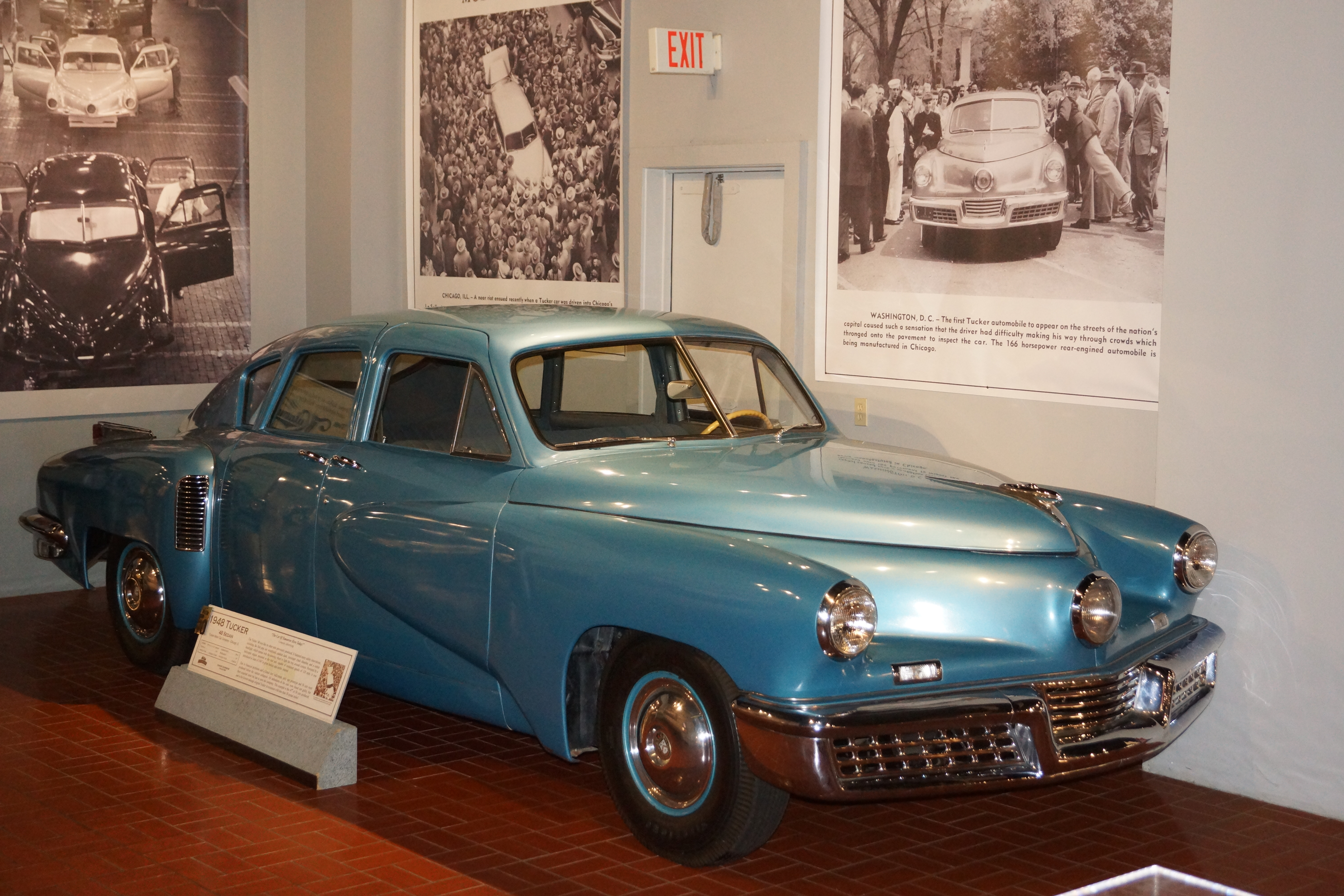
Tucker '48 Sedan au Gilmore Car Museum.

Cette grande berline futuriste six places est conçue, entre autres, par le designer Alex Tremulis (probablement inspiré, entre autres, du style Art déco des années 1930, du concept-car ultra-futuriste Phantom Corsair de 1938 ou des Packard Clipper de 1941 et 1946...) avec 5,3 m de longueur, 2 m de largeur, portière « autoclave », ailes avant profondément échancrées, arrière fastback, habitacle remarquablement spacieux meublé de deux banquettes avec coussins interchangeables (pour égaliser l'usure), pour un CX aérodynamique exceptionnel de 0,30.
Le véhicule est équipé en série de solutions de prévention et sécurité routières très novatrices pour l'époque avec, entre autres, une suspension indépendante et des freins à disque aux quatre roues (finalement frein à tambour sur la première série), trois arceaux de sécurité camouflés dans le toit, des ceintures de sécurité, un tableau de bord et des portières rembourrées-capitonnées, un pare-brise en verre de sécurité incassable et éjectable en cas de choc, une carrosserie déformable (pour absorber l'inertie d'un choc), et un troisième phare central directionnel « Cyclope Eye ».

### Motorisation

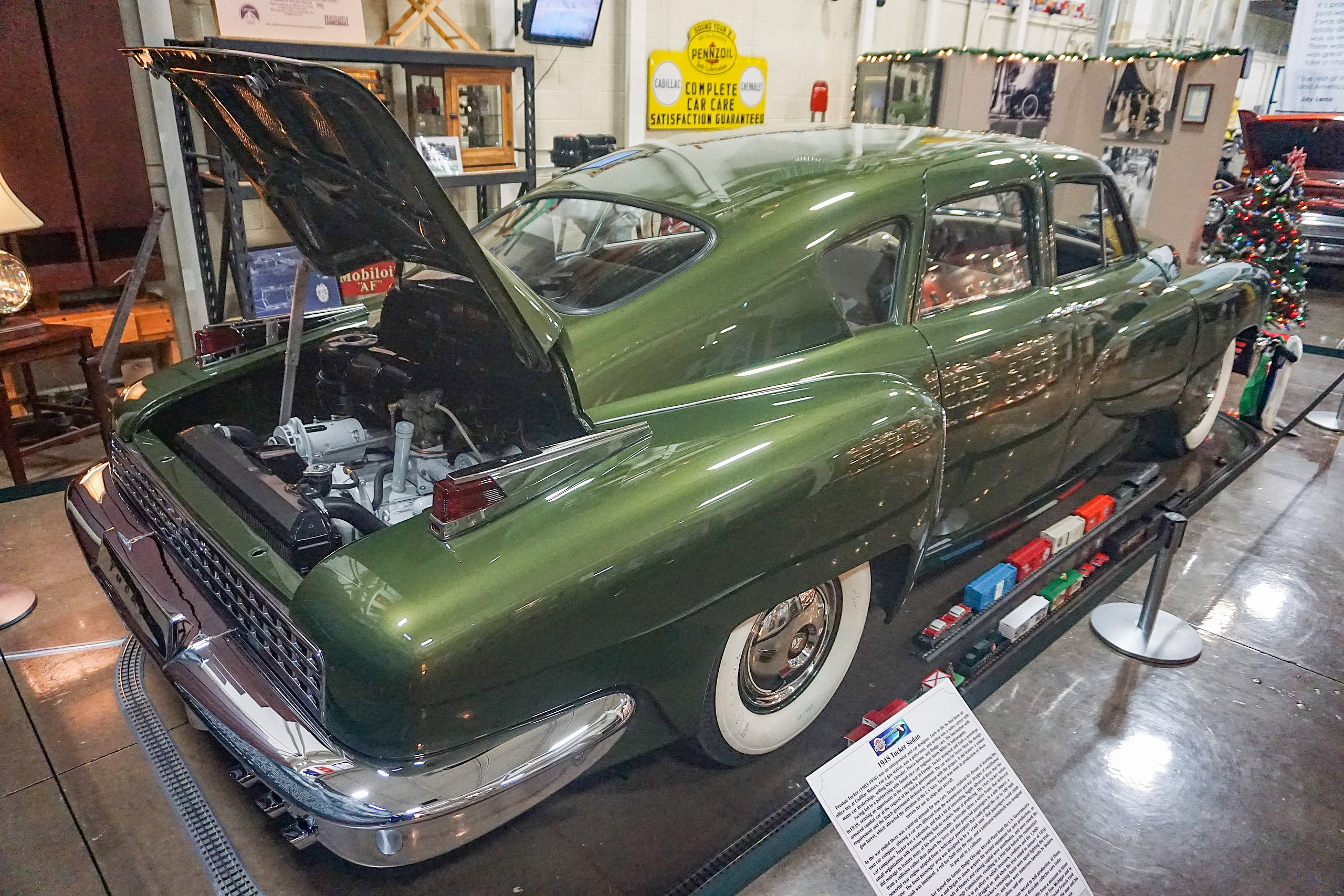
1948 Tucker Sedan. Compartiment moteur.

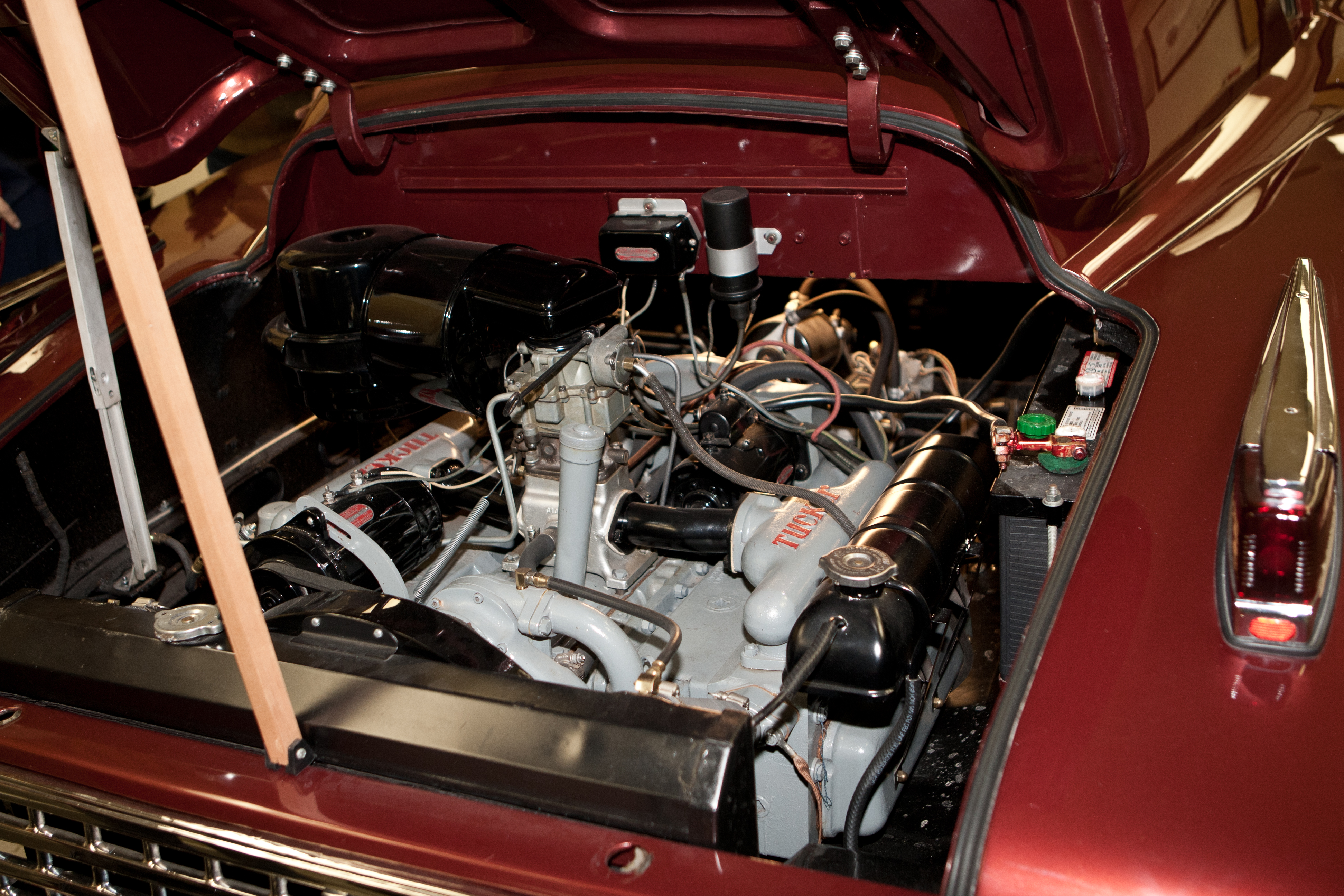
Moteur de la Tucker '48 #1001, un Franklin O-335.

Preston Tucker tente dans un premier temps de concevoir son propre moteur « Tucker 589 » innovant de 9,6 L pour 200 chevaux construit à six exemplaires.
Mais, la complexité et les délais de mise au point l'oblige à adopter finalement un moteur à plat six cylindres en H, à soupapes en tête de 5,5 L pour 166 chevaux, en aluminium, placé à l'arrière, dérivé des moteurs d'hélicoptère Bell Aircraft Corporation Franklin O-335 (en), qu'il modifie et adapte à sa voiture, avec ajout de refroidissement à eau.
Ce moteur est monté sur un sous-châssis démontable en une demi-heure et couplé à une boîte de vitesses semi-automatique à quatre rapports à présélecteur Cord, pour des performances d'exception pour l'époque de 192 km/h de vitesse de pointe, avec une accélération de 0 à 100 km/h en dix secondes.

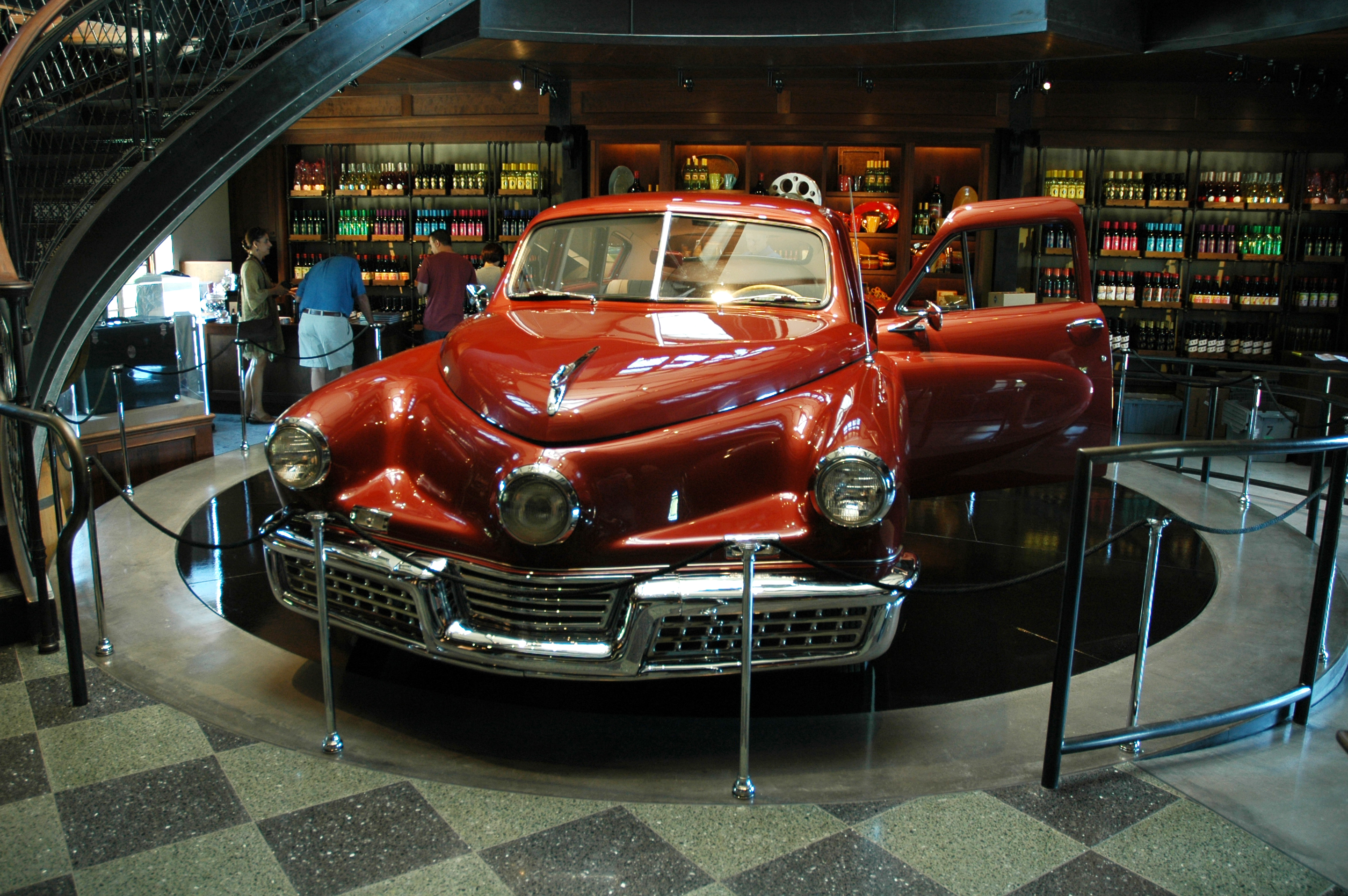
La Tucker '48 de Francis Ford Coppola, montrée dans son film Tucker (1988).

## Au cinéma
- Tucker (Tucker: The Man and His Dream, L’Homme et son Rêve), film de Francis Ford Coppola sorti en 1988, basé sur l'histoire biographique de Preston Tucker et de son premier modèle[1].
- Dans le film Sin City : J'ai tué pour elle (2014) de Frank Miller et Robert Rodriguez, le personnage de Marv (Mickey Rourke) vole une Tucker '48 à Damian Lord pour aider Dwight à s'échapper.
- Dans le roman Bazaar de Stéphen King le personnage principal Leland Gaunt roule en Tucker. L'équipe du film Le Bazaar de l'épouvante qui en est adapté n'ayant pas eu de Tucker à sa disposition pour le tournage, le personnage utilise une Ford noire.

George Lucas possède personnellement une des 51 voitures produites par Tucker, et Coppola en possède personnellement deux.[réf. souhaitée]